# 國瑞汽車
國瑞汽車是中華民國的汽車製造商之一，成立於1984年，當時由日野汽車及和泰汽車合資創立，國瑞汽車是豐田汽車及日野汽車在臺灣的唯一生產企業，總部位於臺北市，兩個生產工廠分別位於中壢工業區和觀音工業區。

## 歷史

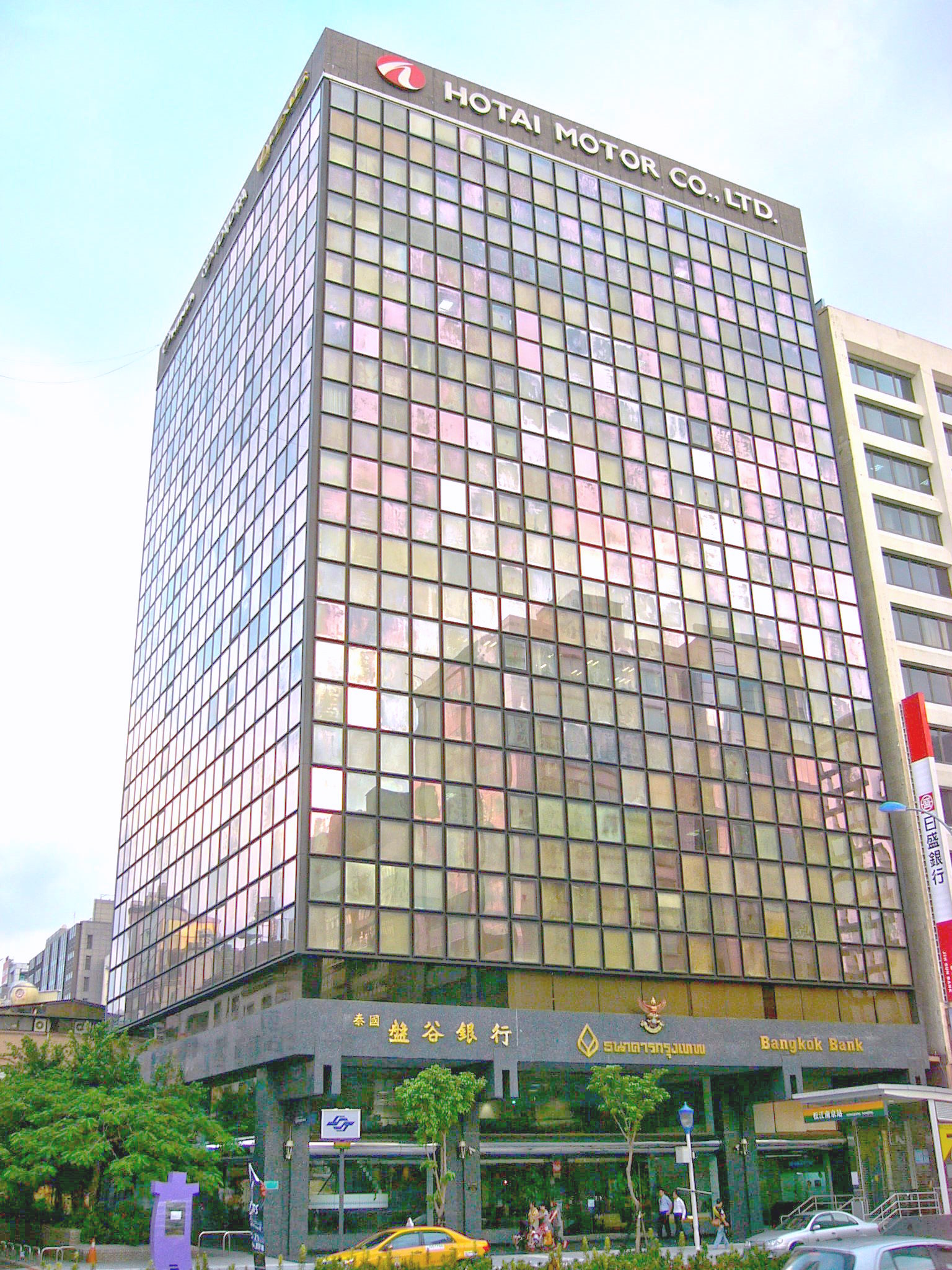
國瑞汽車總部所在的和泰汽車大樓

原本豐田汽車在台灣是由1969年成立的六和汽車工業公司所生產。但1972年日本與中華民國斷交，六和汽車因政府政策，在1973年合約期滿後終止與豐田的合作關係，轉而與福特汽車合作，改組為福特六和汽車。
1980年代，中華民國經濟部、中華民國國防部與通用汽車合資成立「華同汽車股份有限公司」，是國瑞汽車的前身。1983年，通用汽車撤資，和泰汽車協助日野自動車重車投資申請計畫。1984年4月9日，和泰汽車、中華開發信託公司、日野自動車與三井物產合資成立國瑞汽車，黃烈火擔任第一任董事長，菊田將擔任第一任總經理。1986年，中華民國經濟部投資審議委員會核准豐田汽車投資國瑞汽車，國瑞汽車設立豐永公司負責鈑金沖壓及熔接工程。1987年，位於桃園縣中壢市（今桃園市中壢區）的豐永公司中壢廠完工。1988年，蘇燕輝繼任國瑞汽車董事長，國瑞汽車開始生產豐田「瑞獅」（Zace）商用車。1989年，國瑞汽車開始生產豐田Corona轎車，另設「國瑞協力會」。
1991年，國瑞汽車開始生產日野「福將」（RANGER）中型貨車。1992年，國瑞汽車與日野自動車簽訂委託設計開發契約。1993年，國瑞汽車開始生產日野「大將」（SUPER DOLPHIN PROFIA）系列大型貨車。1995年，位於桃園縣觀音鄉（今桃園市觀音區）的國瑞汽車觀音廠落成啟用，國瑞汽車開始生產豐田Tercel轎車。1996年，國瑞汽車與豐永公司合併，國瑞汽車為存續公司，豐永公司為消滅公司。1997年，國瑞汽車開始生產豐田Hiace Solemio休旅車。1998年，國瑞汽車通過ISO 14001認證。
2001年，國瑞汽車開始生產豐田Corolla Altis轎車；同年，國瑞汽車通過OHSAS 18001認證。
- 2002年，「國瑞汽車研發中心」（KRDC）落成啟用。
- 2004年，國瑞汽車開始生產日野700系列大型貨車與豐田Wish轎車。2004年6月，日野700系列大型貨車生產開始。2004年9月，豐田Wish轎車生產開始。
- 2005年，國瑞汽車生產技術中心落成啟用。
- 2007年，國瑞汽車開始外銷大型車至澳洲。
- 2006年11月，國瑞汽車開始生產豐田Yaris。
- 2007年7月，國瑞汽車開始生產豐田Innova。

- 2009年1月，國瑞汽車踏出整車出口的第一步，外銷豐田Corolla Altis至波斯灣六國（巴林、科威特、阿曼、卡達、沙烏地阿拉伯與阿拉伯聯合大公國）。

- 2011年，國瑞汽車以全年生產台數達15萬台規模，成為台灣第一家產量達15萬台規模的汽車製造廠；其中5萬多台外銷至中東地區，創下台灣汽車史上整車外銷的新紀錄。

- 2012年2月，國瑞汽車觀音工廠率先導入豐田Camry Hybrid油電車型，開創台灣綠能車之先鋒。2012年5月，國瑞汽車在台累積生產車輛達200萬台。
- 2013年6月3日，國瑞汽車舉行董事會，配合豐田汽車高階人事變更，岩瀨隆廣退任董事長，豐田汽車指派的法人代表董事日高俊郎繼任董事長（會長），和泰汽車指派的法人代表董事蘇一仲續任副董事長。

- 2014年12月25日，國瑞汽車達成年產第20萬輛新車之歷史性目標，成為台灣第一家年產銷20萬輛汽車的汽車大廠。

- 2016年6月30日，國瑞汽車觀音廠生產線同時停產Innova以及Wish等兩種車款。

- 2016年11月1日，國瑞汽車觀音廠導入Sienta（日本第二代）車型並開始接單量產，台灣是此車型左駕版唯一的生產國。

- 2021年11月24日，國瑞汽車觀音廠導入TOWN ACE（日语：トヨタ・ライトエース#6代目 S402M/402U/412M/412U系（2008年 - 2020年））車型並開始接單量產。

- 2023年7月，國瑞汽車中壢廠導入豐田Yaris Cross，取代6月底觀音廠停產的Yaris

## 社會公益
- 2001年，設置「國瑞汽車獎學金」。
- 2009年7月，捐贈七輛汽車予車測中心及各大專院校與高中。
- 2009年8月，捐款兩百五十萬予莫拉克風災賑災。
- 2015年9月，捐贈七顆Camry直噴引擎予各大專院校與高中。
- 2016年12月，捐贈九輛全新Corolla Altis予公路總局、車測中心及各大專院校與高中。
- 2017年4月，捐贈防災頭套「真心守護」活動展開。

## 生產工廠
中壢廠
地址：桃園市中壢區中壢工業區定寧路73號
生產豐田小型車Corolla Altis、Corolla Cross
觀音廠
地址：桃園市觀音區觀音工業區國建三路2號
生產豐田小型車Vios、Yaris Cross、Town Ace及日野大型車

## 生產車型
- 豐田
  - Corolla
  - Corolla Cross
  - Vios
  - Yaris Cross
  - Town Ace
- 日野
  - 日野300（Toyota Dyna在台後繼車）
  - 日野500 新福將（原日野福將）
  - 日野700（原日野大將）
  - 日野巴士系列車體、底盤

## 外部連結
- 國瑞汽車（页面存档备份，存于）